# Абрамович, Сергей Владимирович
Серге́й Влади́мирович Абрамо́вич  (род. 15 января 1990, СССР) — российский игрок в мини-футбол, нападающий клуба «Норильский никель» и сборной России по мини-футболу.

## Биография
Воспитанник детской юношеской спортивной школы города Пыть-Ях. Несколько лет выступал за вторые команды «Тюмени», пока в конце 2010 года не дебютировал в основной команде. Уже во втором матче за «Тюмень» он отличился забитым голом, поразив ворота «Новой генерации». После этого начал регулярно появляться в составе команды.
Стал чемпионом России в сезоне 2018/19 и лучшим защитником лиги. По итогам сезона 2020/21 вновь был признан лучшим защитником чемпионата. А в сезоне 2021/22 стал лучшим ассистентом сезона в клубе «Тюмень» (18 голевых передач) и лучшим в команде по системе «гол плюс пас» (13+18).
Летом 2022 года стал игроком клуба КПРФ.